# Elbow
Gli Elbow sono un gruppo musicale inglese di Manchester, nato nel 1997.
Il nome del gruppo deriva dalla parola che in lingua inglese significa "gomito" ed è stato scelto perché Michael Gambon in un episodio della serie televisiva The Singing Detective (trasmessa su BBC One nel 1986) afferma che elbow è "la più bella parola della lingua inglese" (the loveliest word in the English language).

## Carriera
Acclamati per il loro sound innovativo, hanno ricevuto delle ottime critiche da parte di grandi artisti come Blur, R.E.M. e U2. Tuttavia al loro grande successo di critica non è seguito un grande successo di fan, al di fuori dei confini britannici..

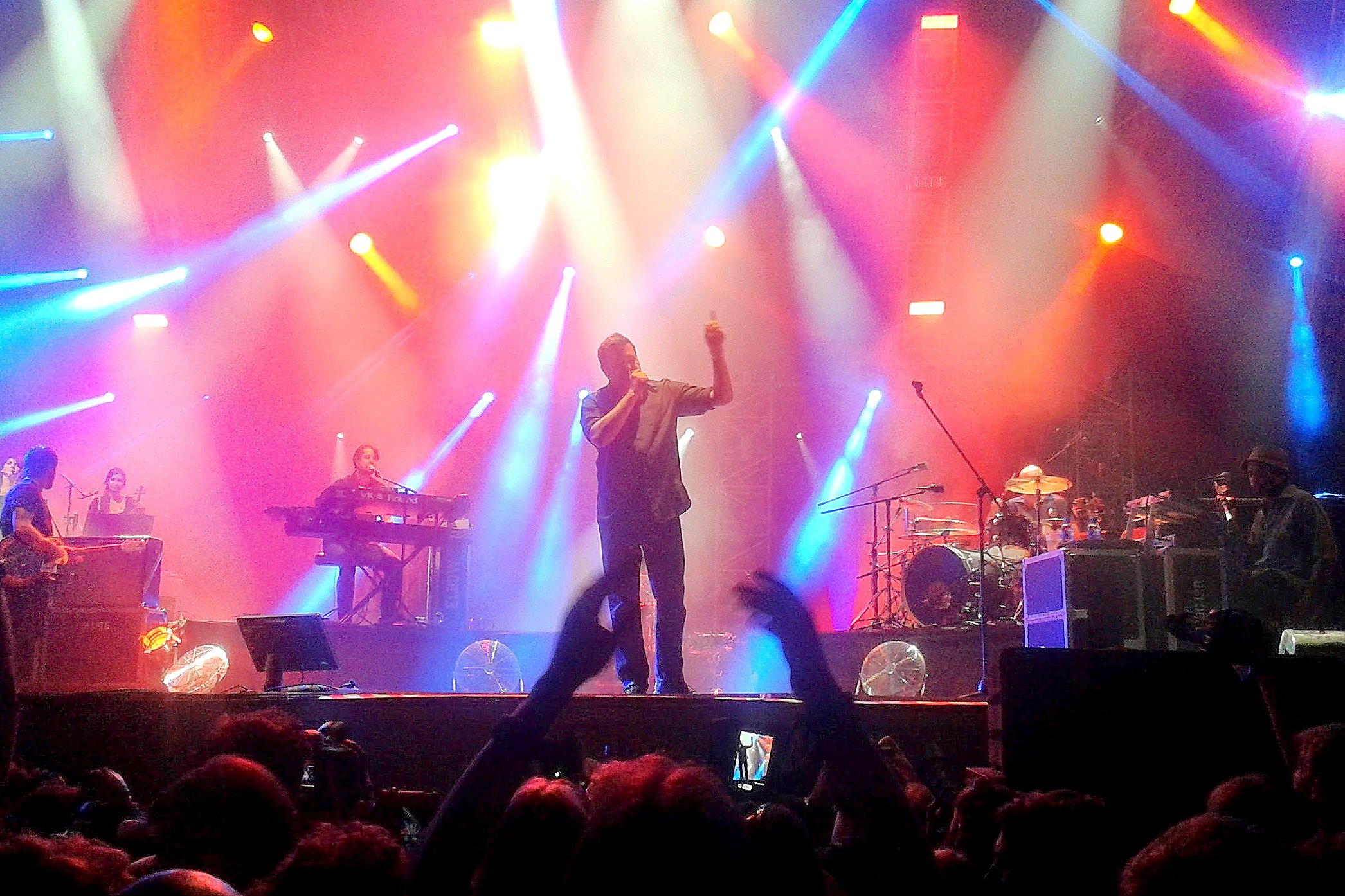
Elbow al festival di Positivus nel 2014

Il 9 settembre 2008 hanno vinto la 17ª edizione del Mercury Prize, uno dei più prestigiosi premi musicali della scena britannica. Il 12 agosto 2012 si sono esibiti durante la cerimonia di chiusura dei Giochi della XXX Olimpiade a Londra il 12 agosto 2012.
Nel novembre 2013 pubblicano un album dal vivo con relativo DVD dal titolo Live at Jodrell Bank, nel marzo successivo pubblicano il loro sesto album in studio, The Take Off and Landing of Everything, che raggiunge la prima posizione della classifica Official Albums Chart.
Nell'ottobre 2015 Guy Garvey debutta da solista con l'album Courting the Squall.
Nel marzo 2016 viene annunciata l'uscita dal gruppo del batterista Richard Jupp, sostituito prima provvisoriamente e poi in pianta stabile nel 2019 da Alex Reeves.
Il 3 febbraio 2017 esce il loro settimo album in studio Little Fictions. Il disco viene anticipato da tre singoli, Magnificent (She Says) uscito nel dicembre 2016, All Disco e Gentle Storm, diffusi nel gennaio 2017.
L'11 ottobre 2019 esce il loro ottavo album in studio: 
Giants of All Sizes; l'album è stato preceduto dai singoli  Dexter and sinister, rilasciato il 1 agosto 2019, e Empires, rilasciato il 21 agosto dello stesso anno.

## Formazione

### Formazione attuale
- Guy Garvey – voce, chitarra, orchestrazioni
- Mark Potter – chitarra, voce
- Craig Potter – tastiere, organo, voce
- Pete Turner – basso
- Alex Reeves – batteria

### Ex componenti
- Richard Jupp – batteria, voce

## Discografia

### Album in studio
- 2001 – Asleep in the Back
- 2003 – Cast of Thousands
- 2005 – Leaders of the Free World
- 2008 – The Seldom Seen Kid
- 2011 – Build a Rocket Boys!
- 2014 – The Take Off and Landing of Everything
- 2017 – Little Fictions
- 2019 – Giants of All Sizes
- 2021 – Flying Dream 1
- 2024 – Audio Vertigo

### Raccolte
- 2012 – Dead in the Boot
- 2017 – The best of Elbow

### Album dal vivo
- 2013 – Live at Jodrell Bank
- 2020 – Live at the Ritz: An Acoustic Performance
- 2020 – Elbowrooms

### EP
- 1998 – The Noisebox EP
- 2000 – The Newborn EP
- 2001 – The Any Day Now EP
- 2008 – iTunes Live from London EP
- 2015 – Lost Worker Bee EP

### Singoli
- 2001 – Red
- 2001 – Powder Blue
- 2001 – Newborn
- 2002 – Asleep in the Back / Coming Second
- 2003 – Ribcage
- 2003 – Fallen Angel
- 2003 – Fugitive Motel
- 2003 – Ribcage / Fugitive Motel
- 2004 – Not a Job
- 2004 – Grace Under Pressure / Switching Off
- 2005 – Forget Myself
- 2005 – Leaders of the Free World
- 2008 – Grounds for Divorce
- 2008 – One Day Like This
- 2008 – The Bones of You
- 2011 – Neat Little Rows
- 2011 – Open Arms
- 2011 – Lippy Kids
- 2014 – New York Morning
- 2014 – Fly Boy Blue/Lunette
- 2014 – My Sad Captains
- 2016 – Magnificent (She Says)
- 2017 – All Disco
- 2017 – Gentle Storm
- 2019 – Dexter and Sinister
- 2019 – Empires
- 2019 – White Noise White Heat
- 2020 – My Trouble
- 2021 – The Seldom Seen Kid
- 2021 – Six Words
- 2021 – Flying Dream 1
- 2022 – What Am I Without You
- 2024 – Lovers' Leap
- 2024 – Balu
- 2024 – Good Blood Mexico City
- 2024 – Things I've Been Telling Myself for Years